# Leszek Baraniecki
Leszek Baraniecki (ur. 21 listopada 1926 w Warszawie, zm. 21 lutego 2007 we Wrocławiu) – polski geograf, geomorfolog, profesor w Zakładzie Geografii Regionalnej i Turystyki Instytucie Geograficznym Uniwersytetu Wrocławskiego.

## Życiorys

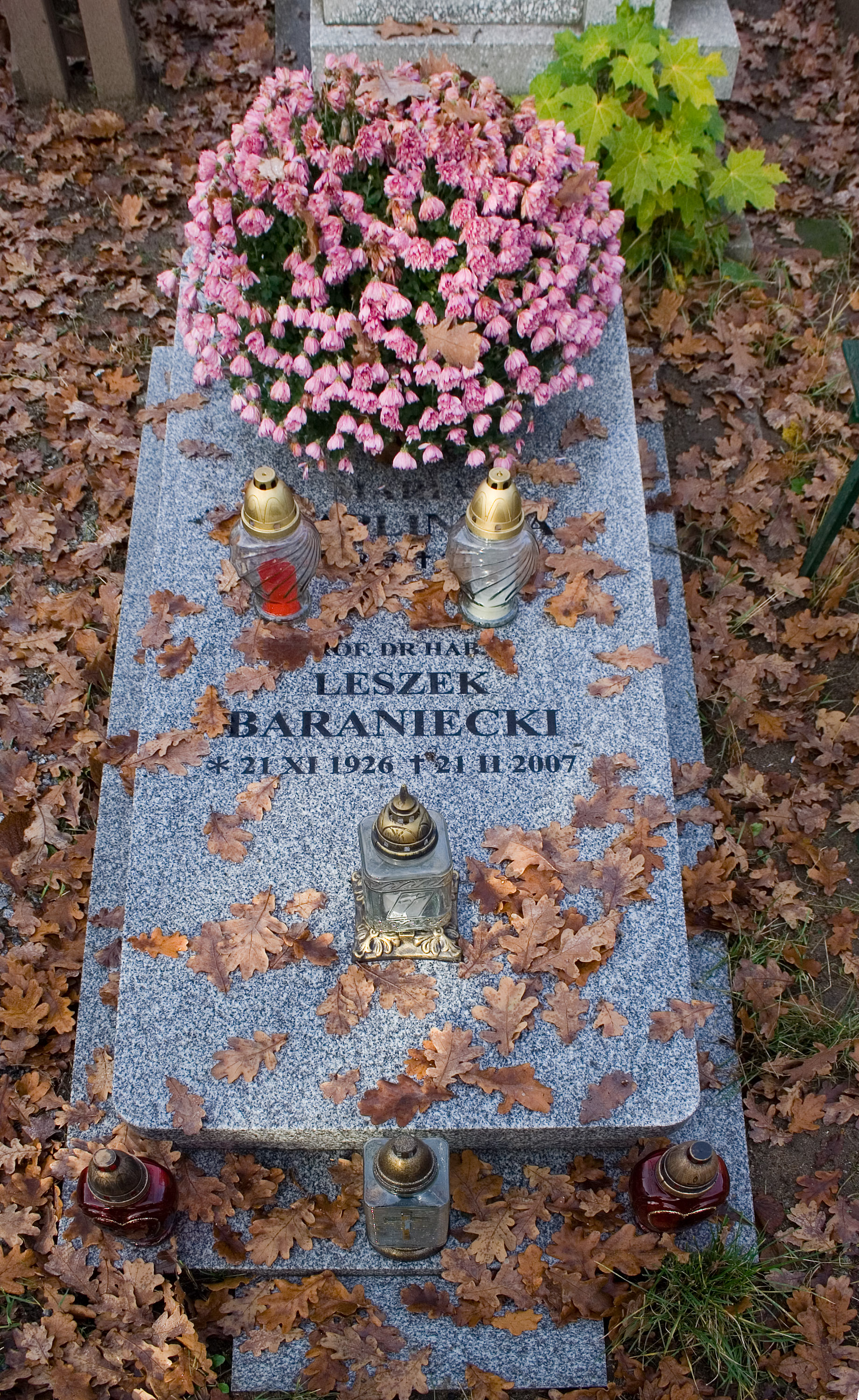
Grób profesora Leszka Baranieckiego na Cmentarzu Świętej Rodziny we Wrocławiu

Dzieciństwo spędził we Lwowie, gdzie w roku 1939 ukończył szkołę powszechną, następnie podjął naukę w gimnazjum w Warszawie, którą musiał przerwać ze względu na wybuch wojny. W roku 1940 został zesłany wraz z rodziną w głąb ZSRR, do Obwodu Archangielskiego, gdzie przebywał do roku 1944. Po powrocie do kraju kontynuował naukę, egzamin maturalny złożył w roku 1947 w liceum w Prudniku. W roku 1948 rozpoczął studia geograficzne na Uniwersytecie Wrocławskim. W czasie studiów uczestniczył w pracach naukowo-badawczych związanych z geomorfologią Polski. 30 czerwca 1952 roku obronił pracę magisterską pt. Plejstoceńskie zmiany hydrograficzne w dorzeczu Bystrzycy Dusznickiej. Po ukończeniu studiów przez pięć lat do 1 września 1957 roku pracował jako asystent w Muzeum Ziemi PAN w Warszawie. Od września 1957 roku do przejścia na emeryturę pracował w Instytucie Geograficznym Uniwersytetu Wrocławskiego (od roku 1999 nosi nazwę – Instytut Geografii i Rozwoju Regionalnego). 8 stycznia 1960 obronił pracę doktorską pt. Gliny peryglacjalne na przedpolu Sudetów. Habilitował się 2 marca 1967 po kolokwium habilitacyjnym na którym przedstawił pracę pt. Morfologia i dynamika podwodnych osadów piaszczystych polskiego wybrzeża Bałtyku na podstawie analizy zdjęć lotniczych. Od 1 września 1965 roku do 31 lipca 1985 roku był zatrudniony na stanowisku docenta, a od 1 września 1985 roku na stanowisku profesora nadzwyczajnego. W 1988 stypendysta Fulbrighta na Portland State University (USA). Tytuł profesora zwyczajnego otrzymał 1 marca 1995 roku. 30 września 1997 roku przeszedł na emeryturę, jednak nadal prowadził zajęcia dydaktyczne w instytucie do grudnia roku 2001, kiedy to ze względu na stan zdrowia zrezygnował z dalszej pracy ze studentami.
Profesor Leszek Baraniecki był geografem o bardzo szerokim horyzoncie zainteresowań naukowych. Początkowo jego zainteresowania koncentrowały się wokół geomorfologii i sedymentacji osadów czwartorzędowych, później także interpretacji zdjęć lotniczych w geografii, geografii kultur, geografii turyzmu, dydaktyki geografii i geografii regionalnej świata ze szczególnym uwzględnieniem geografii Ameryki Północnej. Jest autorem ponad stu publikacji naukowych, w czasie swojej kariery naukowej promował 154 magistrów i 12 doktorów, był także recenzentem 3 prac habilitacyjnych. Członek Polskiego Towarzystwa Geologicznego.
Za swoją pracę otrzymał Złoty Krzyż Zasługi (1979) oraz Nagrodę II st. Ministra Nauki, Szkolnictwa Wyższego i Techniki (1981).
Zmarł 21 lutego 2007 roku. Został pochowany na Cmentarzu Świętej Rodziny we Wrocławiu.